# Дакота Лутер
Дакота Лутер (англ. Dakota Luther, 7 листопада 1999) — американська плавчиня. Учасниця Чемпіонату світу з водних видів спорту 2017, де в півфіналах на дистанції 200 метрів батерфляєм посіла 15-те місце і не потрапила до фіналу.